# НБА в сезоні 2009–2010
Сезон НБА 2009–2010 був 64-им сезоном в Національній баскетбольній асоціації. Переможцями сезону стали «Лос-Анджелес Лейкерс», які здолали у фінальній серії «Бостон Селтікс».

## Регламент змагання
Участь у сезоні брали 30 команд, розподілених між двома конференціями — Східною і Західною, кожна з яких у свою чергу складалася з трьох дивізіонів.
По ходу регулярного сезону кожна з команд-учасниць провела по 82 гри (по 41 грі на власному майданчику і на виїзді). При цьому з командами свого дивізіону проводилося по чотири гри, із шістьома командами з інших дивізіонів своєї конференції — теж по чотири гри, а з рештою чотирма командами своєї конференції — по три. Нарешті команди з різних конференцій проводили між собою по два матчі.
До раунду плей-оф виходили по вісім найкращих команд кожної з конференцій, причому переможці дивізіонів посідали місця угорі турнірної таблиці конференції, навіть при гірших результатах, ніж у команд з інших дивізіонів, які свої дивізіони не виграли. Плей-оф відбувався за олімпійською системою, за якою найкраща команда кожної конференції починала боротьбу проти команди, яка посіла восьме місце у тій же конференції, друга команда конференції — із сьомою, і так далі. В усіх раундах плей-оф переможець кожної пари визначався в серії ігор, яка тривала до чотирьох перемог однієї з команд.
Чемпіони кожної з конференцій, що визначалися на стадії плей-оф, для визначення чемпіона НБА зустрічалися між собою у Фіналі, що складався із серії ігор до чотирьох перемог.

## Регулярний сезон
Регулярний сезон тривав з 27 жовтня 2009 – 14 квітня 2010, найкращий результат по його завершенні мали «Клівленд Кавальєрс».

### Підсумкові таблиці за дивізіонами
| Атлантичний                   | В  | П  | %П   | Відст | Дом   | Гост  | Див  |
| ----------------------------- | -- | -- | ---- | ----- | ----- | ----- | ---- |
| y-«Бостон Селтікс»            | 50 | 32 | .610 | –     | 24–17 | 26–15 | 13–3 |
| «Торонто Репторз»             | 40 | 42 | .488 | 10    | 25–16 | 15–26 | 11–5 |
| «Нью-Йорк Нікс»               | 29 | 53 | .354 | 21    | 18–23 | 11–30 | 6–10 |
| «Філадельфія Севенті-Сіксерс» | 27 | 55 | .329 | 23    | 12–29 | 15–26 | 7–9  |
| «Нью-Джерсі Нетс»             | 12 | 70 | .146 | 38    | 8–33  | 4–37  | 3–13 |

| Центральний            | В  | П  | %П   | Відст | Дом   | Гост  | Див  |
| ---------------------- | -- | -- | ---- | ----- | ----- | ----- | ---- |
| z-«Клівленд Кавальєрс» | 61 | 21 | .744 | –     | 35–6  | 26–15 | 12–4 |
| x-«Мілвокі Бакс»       | 46 | 36 | .561 | 17    | 28–13 | 18–23 | 10–6 |
| x-«Чикаго Буллз»       | 41 | 41 | .500 | 22    | 24–17 | 17–24 | 10–6 |
| «Індіана Пейсерз»      | 32 | 50 | .390 | 29    | 23–18 | 9–32  | 6–10 |
| «Детройт Пістонс»      | 27 | 55 | .329 | 34    | 17–24 | 10–31 | 2–14 |

| Південно-Східний    | В  | П  | %П   | Відст | Дом   | Гост  | Див  |
| ------------------- | -- | -- | ---- | ----- | ----- | ----- | ---- |
| y-«Орландо Меджик»  | 59 | 23 | .720 | –     | 34–7  | 25–16 | 10–6 |
| x-«Атланта Гокс»    | 53 | 29 | .646 | 6     | 34–7  | 19–22 | 8–8  |
| x-«Маямі Гіт»       | 47 | 35 | .573 | 12    | 24–17 | 23–18 | 9–7  |
| x-«Шарлотт Бобкетс» | 44 | 38 | .537 | 15    | 31–10 | 13–28 | 10–6 |
| «Вашингтон Візардс» | 26 | 56 | .317 | 33    | 15–26 | 11–30 | 3–13 |

| Північно-Західний           | В  | П  | %П   | Відст | Дом   | Гост  | Див  |
| --------------------------- | -- | -- | ---- | ----- | ----- | ----- | ---- |
| y-«Денвер Наггетс»          | 53 | 29 | .646 | –     | 34–7  | 19–22 | 12–4 |
| x-«Юта Джаз»                | 53 | 29 | .646 | –     | 32–9  | 21–20 | 8–8  |
| x-«Портленд Трейл-Блейзерс» | 50 | 32 | .610 | 3     | 26–15 | 24–17 | 8–8  |
| x-«Оклахома-Сіті Тандер»    | 50 | 32 | .610 | 3     | 27–14 | 23–18 | 9–7  |
| «Міннесота Тімбервулвз»     | 15 | 67 | .183 | 38    | 10–31 | 5–36  | 3–13 |

| Тихоокеанський           | В  | П  | %П   | Відст | Дом   | Гост  | Див  |
| ------------------------ | -- | -- | ---- | ----- | ----- | ----- | ---- |
| c-«Лос-Анджелес Лейкерс» | 57 | 25 | .695 | –     | 34–7  | 23–18 | 13–3 |
| x-«Фінікс Санз»          | 54 | 28 | .659 | 3     | 32–9  | 22–19 | 12–4 |
| «Лос-Анджелес Кліпперс»  | 29 | 53 | .354 | 28    | 21–20 | 8–33  | 5–11 |
| «Голден-Стейт Ворріорс»  | 26 | 56 | .317 | 31    | 18–23 | 8–33  | 5–11 |
| «Сакраменто Кінґс»       | 25 | 57 | .305 | 32    | 18–23 | 7–34  | 5–11 |

| Південно-Західний     | В  | П  | %П   | Відст | Дом   | Гост  | Див  |
| --------------------- | -- | -- | ---- | ----- | ----- | ----- | ---- |
| y-«Даллас Маверікс»   | 55 | 27 | .671 | –     | 28–13 | 27–14 | 10–6 |
| x-«Сан-Антоніо Сперс» | 50 | 32 | .610 | 5     | 29–12 | 21–20 | 9–7  |
| «Х'юстон Рокетс»      | 42 | 40 | .512 | 13    | 23–18 | 19–22 | 9–7  |
| «Мемфіс Ґріззліс»     | 40 | 42 | .488 | 15    | 23–18 | 17–24 | 5–11 |
| «Нью-Орлінс Горнетс»  | 37 | 45 | .451 | 18    | 24–17 | 13–28 | 7–9  |

### Підсумкові таблиці за конференціями
| #  | Східна                        | Східна | Східна | Східна | Східна |
| #  | Команда                       | В      | П      | %П     | Відст  |
| -- | ----------------------------- | ------ | ------ | ------ | ------ |
| 1  | z-«Клівленд Кавальєрс»        | 61     | 21     | .744   | –      |
| 2  | y-«Орландо Меджик»            | 59     | 23     | .720   | 2      |
| 3  | x-«Атланта Гокс»              | 53     | 29     | .646   | 8      |
| 4  | y-«Бостон Селтікс»            | 50     | 32     | .610   | 11     |
| 5  | x-«Маямі Гіт»                 | 47     | 35     | .573   | 14     |
| 6  | x-«Мілвокі Бакс»              | 46     | 36     | .561   | 15     |
| 7  | x-«Шарлотт Бобкетс»           | 44     | 38     | .537   | 17     |
| 8  | x-«Чикаго Буллз»              | 41     | 41     | .500   | 20     |
|    |                               |        |        |        |        |
| 9  | «Торонто Репторз»             | 40     | 42     | .488   | 21     |
| 10 | «Індіана Пейсерз»             | 32     | 50     | .390   | 29     |
| 11 | «Нью-Йорк Нікс»               | 29     | 53     | .354   | 32     |
| 12 | «Детройт Пістонс»             | 27     | 55     | .329   | 34     |
| 13 | «Філадельфія Севенті-Сіксерс» | 27     | 55     | .329   | 34     |
| 14 | «Вашингтон Візардс»           | 26     | 56     | .317   | 35     |
| 15 | «Нью-Джерсі Нетс»             | 12     | 70     | .146   | 49     |

| #  | Західна                     | Західна | Західна | Західна | Західна |
| #  | Команда                     | В       | П       | %П      | Відст   |
| -- | --------------------------- | ------- | ------- | ------- | ------- |
| 1  | c-«Лос-Анджелес Лейкерс»    | 57      | 25      | .695    | –       |
| 2  | y-«Даллас Маверікс»         | 55      | 27      | .671    | 2       |
| 3  | x-«Фінікс Санз»             | 54      | 28      | .659    | 3       |
| 4  | y-«Денвер Наггетс»          | 53      | 29      | .646    | 4       |
| 5  | x-«Юта Джаз»                | 53      | 29      | .646    | 4       |
| 6  | x-«Портленд Трейл-Блейзерс» | 50      | 32      | .610    | 7       |
| 7  | x-«Сан-Антоніо Сперс»       | 50      | 32      | .610    | 7       |
| 8  | x-«Оклахома-Сіті Тандер»    | 50      | 32      | .610    | 7       |
|    |                             |         |         |         |         |
| 9  | «Х'юстон Рокетс»            | 42      | 40      | .512    | 15      |
| 10 | «Мемфіс Ґріззліс»           | 40      | 42      | .488    | 17      |
| 11 | «Нью-Орлінс Горнетс»        | 37      | 45      | .451    | 20      |
| 12 | «Лос-Анджелес Кліпперс»     | 29      | 53      | .354    | 28      |
| 13 | «Голден-Стейт Ворріорс»     | 26      | 56      | .317    | 31      |
| 14 | «Сакраменто Кінґс»          | 25      | 57      | .305    | 32      |
| 15 | «Міннесота Тімбервулвз»     | 15      | 67      | .183    | 42      |

Легенда:
- z – Найкраща команда регулярного сезону НБА
- c – Найкраща команда конференції
- y – Переможець дивізіону
- x – Учасник плей-оф

## Плей-оф
Переможці пар плей-оф позначені жирним. Цифри перед назвою команди відповідають її позиції у підсумковій турнірній таблиці регулярного сезону конференції. Цифри після назви команди відповідають кількості її перемог у відповідному раунді плей-оф. Курсивом позначені команди, які мали перевагу власного майданчику (принаймні потенційно могли провести більшість ігор серії вдома).
|  | Перший раунд        | Перший раунд              | Перший раунд            |   |                         | Півфінали конференції   | Півфінали конференції | Півфінали конференції |  |    | Фінали конференції      | Фінали конференції | Фінали конференції |  |    | Фінал НБА         | Фінал НБА | Фінал НБА |
|  |                     |                           |                         |   |                         |                         |                       |                       |  |    |                         |                    |                    |  |    |                   |           |           |
|  | E1                  | «Клівленд Кавальєрс»*     | 4                       |   |                         |                         |                       |                       |  |    |                         |                    |                    |  |    |                   |           |           |
|  | E8                  | «Чикаго Буллз»            | 1                       |   |                         |                         |                       |                       |  |    |                         |                    |                    |  |    |                   |           |           |
|  | E8                  | «Чикаго Буллз»            | 1                       |   | E1                      | «Клівленд Кавальєрс»*   | 2                     |                       |  |    |                         |                    |                    |  |    |                   |           |           |
|  |                     |                           |                         |   | E1                      | «Клівленд Кавальєрс»*   | 2                     |                       |  |    |                         |                    |                    |  |    |                   |           |           |
|  |                     | E4                        | «Бостон Селтікс»*       | 4 |                         |                         |                       |                       |  |    |                         |                    |                    |  |    |                   |           |           |
|  | E4                  | E4                        | «Бостон Селтікс»*       | 4 | «Бостон Селтікс»*       | 4                       |                       |                       |  |    |                         |                    |                    |  |    |                   |           |           |
|  | E4                  |                           |                         |   | «Бостон Селтікс»*       | 4                       |                       |                       |  |    |                         |                    |                    |  |    |                   |           |           |
|  | E5                  | «Маямі Гіт»               | 1                       |   |                         |                         |                       |                       |  |    |                         |                    |                    |  |    |                   |           |           |
|  | E5                  | «Маямі Гіт»               | 1                       |   |                         |                         |                       |                       |  | E4 | «Бостон Селтікс»*       | 4                  |                    |  |    |                   |           |           |
|  | Східна конференція  |                           |                         |   |                         |                         |                       |                       |  | E4 | «Бостон Селтікс»*       | 4                  |                    |  |    |                   |           |           |
|  |                     | E2                        | «Орландо Меджик»*       | 2 |                         |                         |                       |                       |  |    |                         |                    |                    |  |    |                   |           |           |
|  | E3                  | E2                        | «Орландо Меджик»*       | 2 | «Атланта Гокс»          | 4                       |                       |                       |  |    |                         |                    |                    |  |    |                   |           |           |
|  | E3                  |                           |                         |   | «Атланта Гокс»          | 4                       |                       |                       |  |    |                         |                    |                    |  |    |                   |           |           |
|  | E6                  | «Мілвокі Бакс»            | 3                       |   |                         |                         |                       |                       |  |    |                         |                    |                    |  |    |                   |           |           |
|  | E6                  | «Мілвокі Бакс»            | 3                       |   | E3                      | «Атланта Гокс»          | 0                     |                       |  |    |                         |                    |                    |  |    |                   |           |           |
|  |                     |                           |                         |   | E3                      | «Атланта Гокс»          | 0                     |                       |  |    |                         |                    |                    |  |    |                   |           |           |
|  |                     | E2                        | «Орландо Меджик»*       | 4 |                         |                         |                       |                       |  |    |                         |                    |                    |  |    |                   |           |           |
|  | E2                  | E2                        | «Орландо Меджик»*       | 4 | «Орландо Меджик»*       | 4                       |                       |                       |  |    |                         |                    |                    |  |    |                   |           |           |
|  | E2                  |                           |                         |   | «Орландо Меджик»*       | 4                       |                       |                       |  |    |                         |                    |                    |  |    |                   |           |           |
|  | E7                  | «Шарлотт Бобкетс»         | 0                       |   |                         |                         |                       |                       |  |    |                         |                    |                    |  |    |                   |           |           |
|  | E7                  | «Шарлотт Бобкетс»         | 0                       |   |                         |                         |                       |                       |  |    |                         |                    |                    |  | E4 | «Бостон Селтікс»* | 3         |           |
|  |                     |                           |                         |   |                         |                         |                       |                       |  |    |                         |                    |                    |  | E4 | «Бостон Селтікс»* | 3         |           |
|  |                     | W1                        | «Лос-Анджелес Лейкерс»* | 4 |                         |                         |                       |                       |  |    |                         |                    |                    |  |    |                   |           |           |
|  | W1                  | W1                        | «Лос-Анджелес Лейкерс»* | 4 | «Лос-Анджелес Лейкерс»* | 4                       |                       |                       |  |    |                         |                    |                    |  |    |                   |           |           |
|  | W1                  |                           |                         |   | «Лос-Анджелес Лейкерс»* | 4                       |                       |                       |  |    |                         |                    |                    |  |    |                   |           |           |
|  | W8                  | «Оклахома-Сіті Тандер»    | 2                       |   |                         |                         |                       |                       |  |    |                         |                    |                    |  |    |                   |           |           |
|  | W8                  | «Оклахома-Сіті Тандер»    | 2                       |   | W1                      | «Лос-Анджелес Лейкерс»* | 4                     |                       |  |    |                         |                    |                    |  |    |                   |           |           |
|  |                     |                           |                         |   | W1                      | «Лос-Анджелес Лейкерс»* | 4                     |                       |  |    |                         |                    |                    |  |    |                   |           |           |
|  |                     | W5                        | «Юта Джаз»              | 0 |                         |                         |                       |                       |  |    |                         |                    |                    |  |    |                   |           |           |
|  | W4                  | W5                        | «Юта Джаз»              | 0 | «Денвер Наггетс»*       | 2                       |                       |                       |  |    |                         |                    |                    |  |    |                   |           |           |
|  | W4                  |                           |                         |   | «Денвер Наггетс»*       | 2                       |                       |                       |  |    |                         |                    |                    |  |    |                   |           |           |
|  | W5                  | «Юта Джаз»                | 4                       |   |                         |                         |                       |                       |  |    |                         |                    |                    |  |    |                   |           |           |
|  | W5                  | «Юта Джаз»                | 4                       |   |                         |                         |                       |                       |  | W1 | «Лос-Анджелес Лейкерс»* | 4                  |                    |  |    |                   |           |           |
|  | Західна конференція |                           |                         |   |                         |                         |                       |                       |  | W1 | «Лос-Анджелес Лейкерс»* | 4                  |                    |  |    |                   |           |           |
|  |                     | W3                        | «Фінікс Санз»           | 2 |                         |                         |                       |                       |  |    |                         |                    |                    |  |    |                   |           |           |
|  | W3                  | W3                        | «Фінікс Санз»           | 2 | «Фінікс Санз»           | 4                       |                       |                       |  |    |                         |                    |                    |  |    |                   |           |           |
|  | W3                  |                           |                         |   | «Фінікс Санз»           | 4                       |                       |                       |  |    |                         |                    |                    |  |    |                   |           |           |
|  | W6                  | «Портленд Трейл-Блейзерс» | 2                       |   |                         |                         |                       |                       |  |    |                         |                    |                    |  |    |                   |           |           |
|  | W6                  | «Портленд Трейл-Блейзерс» | 2                       |   | W3                      | «Фінікс Санз»           | 4                     |                       |  |    |                         |                    |                    |  |    |                   |           |           |
|  |                     |                           |                         |   | W3                      | «Фінікс Санз»           | 4                     |                       |  |    |                         |                    |                    |  |    |                   |           |           |
|  |                     | W7                        | «Сан-Антоніо Сперс»     | 0 |                         |                         |                       |                       |  |    |                         |                    |                    |  |    |                   |           |           |
|  | W2                  | W7                        | «Сан-Антоніо Сперс»     | 0 | «Даллас Маверікс»*      | 2                       |                       |                       |  |    |                         |                    |                    |  |    |                   |           |           |
|  | W2                  |                           |                         |   | «Даллас Маверікс»*      | 2                       |                       |                       |  |    |                         |                    |                    |  |    |                   |           |           |
|  | W7                  | «Сан-Антоніо Сперс»       | 4                       |   |                         |                         |                       |                       |  |    |                         |                    |                    |  |    |                   |           |           |

* — переможці дивізіонів.

## Лідери сезону за статистичними показниками
| Показник                  | Гравець                               | Ігор зіграно | Усього  | За гру |
| ------------------------- | ------------------------------------- | ------------ | ------- | ------ |
| Очки за гру               | Кевін Дюрант («Оклахома-Сіті Тандер») | 82           | 2,472   | 30.1   |
| Підбирання за гру         | Двайт Говард («Орландо Меджик»)       | 82           | 1,082   | 13.2   |
| Передачі за гру           | Стів Неш («Фінікс Санз»)              | 81           | 892     | 11.0   |
| Перехоплення за гру       | Раджон Рондо («Бостон Селтікс»)       | 81           | 189     | 2.33   |
| Блокування за гру         | Двайт Говард («Орландо Меджик»)       | 82           | 228     | 2.78   |
| % влучань з гри           | Двайт Говард («Орландо Меджик»)       | 82           | 510–834 | .612   |
| % влучань 3-очкових       | Кайл Корвер («Юта Джаз»)              | 52           | 59–110  | .536   |
| % влучань штрафних кидків | Стів Неш («Фінікс Санз»)              | 81           | 211–225 | .938   |

## Нагороди НБА

### Щорічні нагороди
- Найцінніший гравець: Леброн Джеймс, «Клівленд Кавальєрс»[1]
- Найкращий захисний гравець: Двайт Говард, «Орландо Меджик»[2]
- Новачок року: Тайрік Еванс, «Сакраменто Кінґс»[3]
- Найкращий шостий гравець: Джамал Кроуфорд, «Атланта Гокс»[4]
- Найбільш прогресуючий гравець: Аарон Брукс, «Х'юстон Рокетс»[5]
- Тренер року: Скотт Брукс, «Оклахома-Сіті Тандер»[6]
- Менеджер року: Джон Геммонд, «Мілвокі Бакс»[7]
- Приз за спортивну поведінку: Грант Гілл, «Фінікс Санз»[8]
- Нагорода Дж. Волтера Кеннеді: Самуель Далембер, «Філадельфія Севенті-Сіксерс»[9]

| - Перша збірна всіх зірок: - F Кевін Дюрант, «Оклахома-Сіті Тандер» - F Леброн Джеймс, «Клівленд Кавальєрс» - C Двайт Говард, «Орландо Меджик» - G Кобі Браянт, «Лос-Анджелес Лейкерс» - G Двейн Вейд, «Маямі Гіт» | - Друга збірна всіх зірок: - F Кармело Ентоні, «Денвер Наггетс» - F Дірк Новіцкі, «Даллас Маверікс» - C Амаре Стадемаєр, «Фінікс Санз» - G Дерон Вільямс, «Юта Джаз» - G Стів Неш, «Фінікс Санз» | - Третя збірна всіх зірок: - F Пау Газоль, «Лос-Анджелес Лейкерс» - F Тім Данкан, «Сан-Антоніо Сперс» - C Ендрю Богут, «Мілвокі Бакс» - G Джо Джонсон, «Атланта Гокс» - G Брендон Рой, «Портленд Трейл-Блейзерс» |

| - Перша збірна всіх зірок захисту: - Двайт Говард, «Орландо Меджик» - Раджон Рондо, «Бостон Селтікс» - Леброн Джеймс, «Клівленд Кавальєрс» - Кобі Браянт, «Лос-Анджелес Лейкерс» - Джеральд Воллес, «Шарлотт Бобкетс» | - Друга збірна всіх зірок захисту: - Тім Данкан, «Сан-Антоніо Сперс» - Двейн Вейд, «Маямі Гіт» - Джош Сміт, «Атланта Гокс» - Андерсон Варежау, «Клівленд Кавальєрс» - Табо Сефолоша, «Оклахома-Сіті Тандер» |

| - Перша збірна новачків: - Тайрік Еванс, «Сакраменто Кінґс» - Брендон Дженнінгс, «Мілвокі Бакс» - Стефен Каррі, «Голден-Стейт Ворріорс» - Даррен Коллісон, «Нью-Орлінс Горнетс» - Тадж Гібсон, «Чикаго Буллз» | - Друга збірна новачків: - Маркус Торнтон, «Нью-Орлінс Горнетс» - Дежуан Блер, «Сан-Антоніо Сперс» - Джеймс Гарден, «Оклахома-Сіті Тандер» - Джонні Флінн, «Міннесота Тімбервулвз» - Юнас Єребко, «Детройт Пістонс» |

### Гравець тижня
| Тиждень                     | Східна конференція                         | Західна конференція                            | Прим.  |
| --------------------------- | ------------------------------------------ | ---------------------------------------------- | ------ |
| 27 жовтня – 1 листопада     | Двайт Говард («Орландо Меджик») (1/4)      | Кармело Ентоні («Денвер Наггетс») (1/2)        | [ 13 ] |
| 2 листопада – 8 листопада   | Джо Джонсон («Атланта Гокс») (1/1)         | Кріс Каман («Лос-Анджелес Кліпперс») (1/2)     | [ 14 ] |
| 9 листопада – 15 листопада  | Брендон Дженнінгс («Мілвокі Бакс») (1/1)   | Дірк Новіцкі («Даллас Маверікс») (1/4)         | [ 15 ] |
| 16 листопада – 22 листопада | Леброн Джеймс («Клівленд Кавальєрс») (1/6) | Кобі Браянт («Лос-Анджелес Лейкерс») (2/4)     | [ 16 ] |
| 23 листопада – 29 листопада | Джеральд Воллес («Шарлотт Бобкетс») (1/1)  | Тім Данкан («Сан-Антоніо Сперс») (1/1)         | [ 17 ] |
| 30 листопада – 6 грудня     | Кевін Гарнетт («Бостон Селтікс») (1/1)     | Карлос Бузер («Юта Джаз») (1/2)                | [ 18 ] |
| 7 грудня – 13 грудня        | Родні Стакі («Детройт Пістонс») (1/1)      | Дерон Вільямс («Юта Джаз») (1/1)               | [ 19 ] |
| 14 грудня – 20 грудня       | Двайт Говард («Орландо Меджик») (2/4)      | Кобі Браянт («Лос-Анджелес Лейкерс») (3/4)     | [ 20 ] |
| 21 грудня – 27 грудня       | Леброн Джеймс («Клівленд Кавальєрс») (2/6) | Кобі Браянт («Лос-Анджелес Лейкерс») (4/4)     | [ 21 ] |
| 28 грудня – 3 січня         | Деррік Роуз («Чикаго Буллз») (1/1)         | Кевін Дюрант («Оклахома-Сіті Тандер») (1/3)    | [ 22 ] |
| 4 січня – 10 січня          | Леброн Джеймс («Клівленд Кавальєрс») (3/6) | Кріс Каман («Лос-Анджелес Кліпперс») (2/2)     | [ 23 ] |
| 11 січня – 17 січня         | Стівен Джексон («Шарлотт Бобкетс») (1/1)   | Кармело Ентоні («Денвер Наггетс») (2/2)        | [ 24 ] |
| 18 січня – 24 січня         | Леброн Джеймс («Клівленд Кавальєрс») (4/6) | Чонсі Біллапс («Денвер Наггетс») (1/1)         | [ 25 ] |
| 25 січня – 31 січня         | Кріс Бош («Торонто Репторз») (1/2)         | Кевін Дюрант («Оклахома-Сіті Тандер») (2/3)    | [ 26 ] |
| 1 лютого – 7 лютого         | Леброн Джеймс («Клівленд Кавальєрс») (5/6) | Рассел Вестбрук («Оклахома-Сіті Тандер») (1/1) | [ 27 ] |
| 15 лютого – 21 лютого       | Двайт Говард («Орландо Меджик») (3/4)      | Карлос Бузер («Юта Джаз») (2/2)                | [ 28 ] |
| 22 лютого – 28 лютого       | Леброн Джеймс («Клівленд Кавальєрс») (6/6) | Дірк Новіцкі («Даллас Маверікс») (1/3)         | [ 29 ] |
| 1 березня – 7 березня       | Двейн Вейд («Маямі Гіт») (1/2)             | Дірк Новіцкі («Даллас Маверікс») (2/3)         | [ 30 ] |
| 8 березня – 14 березня      | Ендрю Богут («Мілвокі Бакс») (1/1)         | Брендон Рой («Портленд Трейл-Блейзерс») (1/1)  | [ 31 ] |
| 15 березня – 21 березня     | Пол Пірс («Бостон Селтікс») (1/1)          | Пау Газоль («Лос-Анджелес Лейкерс») (1/1)      | [ 32 ] |
| 22 березня – 28 березня     | Двейн Вейд («Маямі Гіт») (2/2)             | Ману Джинобілі («Сан-Антоніо Сперс») (1/1)     | [ 33 ] |
| 29 березня – 4 квітня       | Кріс Бош («Торонто Репторз») (2/2)         | Кевін Дюрант («Оклахома-Сіті Тандер») (3/3)    | [ 34 ] |
| 5 квітня – 11 квітня        | Двайт Говард («Орландо Меджик») (4/4)      | Дірк Новіцкі («Даллас Маверікс») (3/3)         | [ 35 ] |

### Гравець місяця
| Місяць             | Східна конференція                         | Західна конференція                         | Прим.  |
| ------------------ | ------------------------------------------ | ------------------------------------------- | ------ |
| жовтень – листопад | Леброн Джеймс («Клівленд Кавальєрс») (1/4) | Кармело Ентоні («Денвер Наггетс») (1/1)     | [ 36 ] |
| грудень            | Леброн Джеймс («Клівленд Кавальєрс») (2/4) | Кобі Браянт («Лос-Анджелес Лейкерс») (1/1)  | [ 37 ] |
| січень             | Леброн Джеймс («Клівленд Кавальєрс») (3/4) | Кріс Пол («Нью-Орлінс Горнетс») (1/1)       | [ 38 ] |
| лютий              | Леброн Джеймс («Клівленд Кавальєрс») (4/4) | Карлос Бузер («Юта Джаз») (1/1)             | [ 39 ] |
| березень           | Двейн Вейд («Маямі Гіт») (1/1)             | Амаре Стадемаєр («Фінікс Санз») (1/1)       | [ 40 ] |
| квітень            | Деррік Роуз («Чикаго Буллз») (1/1)         | Кевін Дюрант («Оклахома-Сіті Тандер») (1/1) | [ 41 ] |

### Новачок місяця
| Місяць             | Східна конференція                       | Західна конференція                          | Прим.  |
| ------------------ | ---------------------------------------- | -------------------------------------------- | ------ |
| жовтень – листопад | Брендон Дженнінгс («Мілвокі Бакс») (1/4) | Тайрік Еванс («Сакраменто Кінґс») (1/2)      | [ 42 ] |
| грудень            | Брендон Дженнінгс («Мілвокі Бакс») (2/4) | Тайрік Еванс («Сакраменто Кінґс») (2/2)      | [ 43 ] |
| січень             | Брендон Дженнінгс («Мілвокі Бакс») (3/4) | Стефен Каррі («Голден-Стейт Ворріорс») (1/3) | [ 44 ] |
| лютий              | Юнас Єребко («Детройт Пістонс») (1/1)    | Даррен Коллісон («Нью-Орлінс Горнетс») (1/1) | [ 45 ] |
| березень           | Брендон Дженнінгс («Мілвокі Бакс») (4/4) | Стефен Каррі («Голден-Стейт Ворріорс») (2/3) | [ 46 ] |
| квітень            | Теренс Вільямс («Нью-Джерсі Нетс») (1/1) | Стефен Каррі («Голден-Стейт Ворріорс») (3/3) | [ 47 ] |

### Тренер місяця
| Місяць             | Східна конференція                      | Західна конференція                        | Прим.  |
| ------------------ | --------------------------------------- | ------------------------------------------ | ------ |
| жовтень – листопад | Стен Ван Ганді («Орландо Меджик») (1/2) | Алвін Джентрі («Фінікс Санз») (1/2)        | [ 48 ] |
| грудень            | Майк Браун («Клівленд Кавальєрс») (1/1) | Ліонел Голлінс («Мемфіс Ґріззліс») (1/1)   | [ 49 ] |
| січень             | Ларрі Браун («Шарлотт Бобкетс») (1/1)   | Джордж Карл («Денвер Наггетс») (1/1)       | [ 50 ] |
| лютий              | Скотт Скайлс («Мілвокі Бакс») (1/1)     | Скотт Брукс («Оклахома-Сіті Тандер») (1/1) | [ 51 ] |
| березень           | Ерік Споулстра («Маямі Гіт») (1/1)      | Алвін Джентрі («Фінікс Санз») (2/2)        | [ 52 ] |
| квітень            | Стен Ван Ганді («Орландо Меджик») (2/2) | Рік Карлайл («Даллас Маверікс») (1/1)      | [ 53 ] |